# 로즈 레슬리
로즈 레슬리(Rose Leslie, 1987년 2월 9일 ~ )는 스코틀랜드의 배우이다. 《뉴 타운》에서의 배역으로 스코틀랜드 BAFTA 최우수 연기상을 수상했으며, ITV의 드라마 《다운튼 애비》에서의 그웬 도슨 역, HBO의 판타지 드라마 《왕좌의 게임》 의 이그리트 역으로 인지도를 올렸다. 그녀는 CBS 올 액세스의 법정, 정치 드라마 《굿 파이트》에 출연하였으나 시즌3를 끝으로 하차한다.

## 어린 시절과 조상
레슬리는 스코틀랜드 애버딘의 귀족 가문에서 태어났다. 그녀는 자신의 15세기 조상들의 터전이던 애버딘셔의 릭리헤드성에서 자랐고, 그곳에서 10살까지 살았다. 그녀의 아버지 세바스천 아버스넛 레슬리 (Sebastian Arbuthnot-Leslie)는 에버딘셔의 레슬리 씨족의 씨족장이다. 어머니인 캔디다 메리 시빌 “캔디” 레슬리 (Candida Mary Sibyl "Candy" Leslie (처녀때 성 웰드, Weld))는 프레이저 씨족 출신으로, 외증조부가 제13대 로바트 영주 사이먼 프레이저이며, 찰스 2세의 후손이다. 캔디 레슬리의 또다른 증조부로는 제6대 뉴질랜드 총리 프레더릭 웰드이다. 그녀의 가문은 현재 스코틀랜드의 올드레인에 있는 12세기에 지어진 워드힐성에서 거주한다. 그녀의 고조할아버지는 멕시코시티의 시장을 맡았던 돈 기예르모 데 란다 이 에스칸돈이고, 또한 그녀는 영국의 역사가 읠리엄 델러림플의 처제이다. 레슬리의 조상들에는 프랑스계 위그노 앰브로즈 리슬 마치 필립스 드 리슬, 정치인 찰스 마치 필립스 그리고 국회의원 제3대 베룰럼 백작 제임스 그림스턴이 있다
그녀는 애버딘셔의 레인 노스 스쿨에서 교육을 받았고 그후 런던 아카데미 오브 뮤직 앤드 드라마틱 아트에서 3년을 보내기 전에. 서머싯의 스트리트에 있는 사립학교 밀필드에 다녔다.

## 경력
레슬리는 BBC 라디오의 《The British Slave Trade: Abolition, Parliament and People》의 나레이션을 하였다. 그녀는 2008년에 BASSC의 스테이지 컴뱃 수료증을 얻고 문학사를 우수한 성적으로 졸업했다.
그녀의 첫 스크린 주연 데뷔작은 21살에 맡게 된 텔레비전 영화 《뉴 타운》 (New Town, 2009)이며, 그녀는 스코틀랜드 BAFTA 신인 부문 최우수 연기상을 수상했다.
2010년 9월과 10월에 그녀는 글로브 극장에서 상연한 넬 레이슨의 악명 높은 희곡 《Bedlam》의 주연이 되었다. 정신병 개선 시기에 최악의 정신병원의 상징이였던 베들렘 왕립 병원을 배경으로 한 이 작품에서, 레슬리는 사랑하는 이를 잃고 미쳐버린 아름다운 시골 여인 메이를 연기했다. 데일리 텔레그래프의 찰스 스펜서는 "레슬리는 진정으로 가슴 아픔을 나타냈다."라는 코멘트와 함께 그녀의 연기를 칭찬했다. 그녀의 유명세를 얻게 한 배역은 ITV의 드라마 《다운튼 애비》의 첫번째 시즌 (2010-11)에서 하녀인 그웬 도슨 역이였다. 《다운튼 애비》에 출연중이던 2011년, 레슬리는 영국의 드라마 《살인의 역사》의 두 편에 출연했다.
2012년에 그녀는 HBO의 인기 판타지 드라마 《왕좌의 게임》에 캐스팅 됐다. 시즌 2, 3, 4 시즌에서 연기한 와일들링 이그리트 배역으로, 레슬리는 대부분 찬사를 받았다. 디 A.V. 클럽의 로원 케이저 (Rowan Kaiser)는 "이그리트 배역을 맡은, [로즈의 연기]는 위험스러우면서 시시덕거리며, 보는 사람을 즐겁게 한다."라고 평했다. Den of Geek의 데이비드 크로 (David Crow)는 "복잡한 배역을 맡은 [...] 로즈 레슬리는 스크린을 집어삼켰다."라며, 환호했다. 2013년, Vox.com의 토드 밴더워프(Todd VanDerWerff, 디 A.V. 클럽 하에 있음)는 "(책에서) 이그리트는 소설의 장치로서 끝나지만... 로즈 레슬리에 의해 구현된 스크린에 그녀는 그 이상 무언가가 되었다"라고 리뷰를 했고, 반면 디 애틀랜틱의 크리스토퍼 오어는 2014년의 에피소드《The Watchers on the Wall》로 끝난 그녀의 연기에 대해 “로즈 레슬리는 소설에서 있던 배역을 이 드라마에서 정말로 향상시킨 소수의 연기자들 중 한 명이였다”라고 압축해 묘사했다.
왕좌의 게임에 출연하는 동안, 레슬리는 다코타 패닝과 함께 2012년 드라마 영화 《나우 이즈 굿》에 그리고 ITV의 형사물 드라마 《여형사 베라》의 일부 에피소드들, 채널 4의 추리 드라마 《유토피아》 그리고 BBC 원의 코미디 드라마 《블랜딩스》에 출연했다.
2014년 10월부터 11월까지, 그녀는 4부작 드라마 《더 그레이트 파이어》에 출연했다. 그녀는 그후 해리 트레더웨이와 같이 공포 영화 《허니문》에 출연했다. 그녀는 이드리스 엘바와 같이 BBC의 형사물 드라마 《루터》에서 DS 엠마 레인을 연기하녀 좋은 반응을 얻었고 빈 디젤, 일라이저 우드와 같이 2015년 어드벤처/판타지 영화 《라스트 위치 헌터》에 출연했다. 2016년, 그녀는 레이 리오타와 같이 《스티키 노츠》에서 아테나 역을 연기했다.
2016년, 레슬리는 CBS 올 액세스의 법정 드라마이자 《굿 와이프》의 스핀오즈작 《굿 파이트》에 캐스팅됐다. 그녀는 바로 변호사 시험을 통과했고 가족이 금융 사기에 연루되며 자신의 평판이 파괴되고 있는 신임 변호사 마이아 린델 ( Maia Rindell)에 캐스팅됐다. 2017년 2월에 1회 분이 방영됐다.
2017년에 레슬리는 코펜하겐을 기반으로 둔 게임 개발사 Ultra Ultra가 제작한 비디오 게임 《Echo》에서 여주인공 “En”의 목소리를 제공했다.

## 사생활
레슬리는 프랑스에서 3년간을 살았기에, 프랑스어가 유창하다. 배우로 활동하면서, 그녀는 노스런던으로 이사를 가기까지 런던의 배터시에서 거주했다. 그녀는 "나무와 자연이 있는 전원 지대 한가운데에 있는 애버딘... ... 저는 스코틀랜드에서 대부분의 평화로움을 느껴요".라고 말하며, 고향을 그리워함을 자주 시사했다.
레슬리는 2012년에 왕좌의 게임에 같이 출연한 배우 킷 해링턴과 공개 연애를 시작했다. 그들은 2017년 9월 더 타임즈를 통해 약혼 소식을 알렸다. 결혼식은 2018년 6월 23일에 열렸다. 이들은 애버딘셔의 레인 교회 (Rayne Church)에서 결혼식을 했고, 피로연은 레슬리 가문이 소유하고 있는 워드힐성 인근에서 열렸다. 왕좌의 게임에 출연한 배우들인 피터 딘클리지, 에밀리아 클라크, 소피 터너, 메이지 윌리엄스등이 참석했다.

### 정치와 그외 관심사
로즈 레슬리는 2014년 스코틀랜드 독립 국민투표에서 스코틀랜드가 영국에 잔류해야한다는 의견을 밝혔다. 2015년 영국 총선에선 고향 선거구인 애버딘셔의 고든에서 보수당 지지활동을 했다. 그녀의 아버지 세바스천 레슬리 (Sebastian Leslie)는 2017년 의회 선거 일종으로 애버딘셔 의회에서 선거구 의회장으로서 활동하도록 선출되었고, 의회에서 웨스트 기에리 구를 대표하고 있다.
그녀는 열렬한 러닝광이고 암벽 등반, 요리, 스키, 궁술, 테니스를 즐겨한다.

## 출연 작품

### 영화
| 연도 | 제목             | 배역              | 감독          | 비고                     | 각주   |
| ---- | ---------------- | ----------------- | ------------- | ------------------------ | ------ |
| 2012 | 나우 이즈 굿     | Fiona             | 올 파커       |                          | [ 26 ] |
| 2014 | 허니문           | Bea               | 리 재니악     |                          | [ 31 ] |
| 2015 | 라스트 위치 헌터 | Chloe             | 브렉 에이스너 |                          | [ 33 ] |
| 2016 | 라스트 댄스      | Athena            | 어맨다 샤프   | 미국 개봉명: 스티키 노츠 | [ 35 ] |
| 2016 | 모건             | Dr. Amy Athena    | 루크 스콧     |                          | [ 49 ] |
| 2022 | 나일 강의 죽음   | Death on the Nile | 루이즈 부르제 |                          |        |

### 텔레비전
| 연도       | 제목               | 배역               | 방송사        | 비고                               | 각주   |
| ---------- | ------------------ | ------------------ | ------------- | ---------------------------------- | ------ |
| 2008       | 뱅드 업 어브로드   | Kim                | 채널 5        | 에피소드 : "Lima"                  |        |
| 2009       | New Town           | Rhian              | BBC           | 텔레비전 영화                      | [ 12 ] |
| 2010, 2015 | 다운튼 애비        | 그웬 도슨          | ITV           | 8편                                | [ 19 ] |
| 2011       | 살인의 역사        | Laura Wyre         | BBC           | 2편                                | [ 19 ] |
| 2012       | 여형사 베라        | Lena Holgate       | ITV           | 에피소드: "The Ghost Position"     | [ 27 ] |
| 2012–2014  | 왕좌의 게임        | 이그리트           | HBO           | 17편                               | [ 21 ] |
| 2014       | 블랜딩스           | Niagra Donaldson   | BBC One       | 에피소드: "Custody of the Pumpkin" | [ 29 ] |
| 2014       | 유토피아           | Young Milner       | Channel 4     | 에피소드 #2.1                      | [ 28 ] |
| 2014       | 더 그레이트 파이어 | Sarah Farriner     | ITV           | 4편                                | [ 30 ] |
| 2015       | 루터               | DS Emma Lane       | BBC One       | 2편                                | [ 32 ] |
| 2016       | 리볼팅 라임        | 빨간 두건 (목소리) | BBC One       | 2편                                |        |
| 2017–현재  | 굿 파이트          | Maia Rindell       | CBS 올 액세스 | 주연                               | [ 36 ] |

## 연극
| 연도      | 제목                         | 장소 / 공연장                                        | 연출가             | 각주   |
| --------- | ---------------------------- | ---------------------------------------------------- | ------------------ | ------ |
| 2005–2015 | Mixed Up North               | Touring 윌튼 음악당 옥타곤 극장                      | 맥스 스태포드 클락 | [ 10 ] |
| 2005–2015 | 로미오와 줄리엣              | Love and Madness Company                             | John Link          | [ 10 ] |
| 2005–2015 | 캉 캉                        | LAMDA                                                | Anne Durham        | [ 10 ] |
| 2005–2015 | 페리클레스                   | LAMDA                                                | Rodney Cottier     | [ 10 ] |
| 2005–2015 | 학식을 뽐내는 여인들         | LAMDA                                                | Jenny Lipman       | [ 10 ] |
| 2005–2015 | 코카서스의 백묵원            | Touring Out of Joint Theatre Company MacOwan Theatre | John Baxter        | [ 10 ] |
| 2005–2015 | Breaking Barriers in Burnley | Out of Joint Theatre Company                         | 로빈 손스 & 클락   | [ 10 ] |
| 2005–2015 | 바냐 아저씨                  | LAMDA                                                | Colin Cook         | [ 10 ] |
| 2005–2015 | 안티고네                     | LAMDA                                                | Mark Bell          | [ 10 ] |
| 2005–2015 | The Children's Monologues    | 로열 코트 극장                                       | 대니 보일          | [ 10 ] |
| 2005–2015 | Bedlam                       | 글로브 극장                                          | 넬 레이슨          | [ 10 ] |

## 수상 및 후보
| 연도 | 시상식                                             | 부문                                             | 작품        | 경과 | 각주   |
| ---- | -------------------------------------------------- | ------------------------------------------------ | ----------- | ---- | ------ |
| 2009 | 영국 영화 텔레비전 예술 아카데미 스코틀랜드 신인상 | 최우수 연기상                                    | New Town    | 수상 | [ 12 ] |
| 2013 | 미국 배우 조합상                                   | 드라마 부문 앙상블 연기상 (다른 출연진들과 함께) | 왕좌의 게임 | 후보 | [ 50 ] |